# Parlamento de Tuvalu
O Parlamento de Tuvalu (Fale i Fono em tuvaluano, às vezes também conhecido como a Casa da Assembleia) é a Legislatura unicameral nacional de Tuvalu. É composto por 15 membros, e, de modo que o país não tem partidos políticos, geralmente os eleitos são candidatos independentes.